# Gott ist unsre Zuversicht, BWV 197
Gott ist unsre Zuversicht, BWV 197 (Déu és la nostra esperança), és una cantata nupcial de Johann Sebastian Bach estrenada a Leipzig, probablement l'any 1736 o 1737.

## Origen i context
L'autor, desconegut, inclou la tercera estrofa de l'himne Nun bitten wir den Heiligen Geist de Luter (1524) en el cinquè número, i la setena estrofa de Wer nur den lieben Gott lässt walten de Georg Neumark (1640) en el coral final. Es disposa de poca informació sobre la data de composició i destinació d'aquesta cantata, però tot indica que correspon a la dècada de 1730. Les àries dels números 6 i 8 corresponen a les dels números 4 i 6 d'una cantata anterior, possiblement per al dia Nadal de 1728, BWV 197a – amb text de Picander – de la que només es conserven alguns fragments. L'ària del tercer moviment és la de la cantata pastoral BWV 249a i de les seves paròdies, la BWV 249b i l'Oratori de Pasqua (BWV 249). La part de la partitura conservada porta el títol de Concerto, que Bach reservava per a les cantates religioses, i hi afegeix in diebus nuptiarum (per als dies de la boda), és a dir es tracta d'una cantata per a l'acte religiós a l'església i no per a la festa de noces, no se sap res, però, dels contraents. Altres cantates conservades per a cerimònies nupcials són, BWV 34a, BWV 120a i BWV 196.

## Anàlisi
Obra escrita per a soprano, contralt, baix i cor; tres trompetes i timbals, dos oboès, dos oboès d'amor, fagot, corda i baix continu. Consta de cinc números dividits en dues parts de cinc números cadascuna que s'interpretaven abans i després del “post copulationem”, és a dir del moment concret de la consagració del matrimoni.
Primera part
1. Cor: Gott ist unsre Zuversicht (Déu és la nostra esperança)
2. Recitatiu (baix): Gott ist und bleibt der beste Sorger (Déu és i roman el millor auxiliador)
3. Ària (contralt): Schläfert allen Sorgenkummer (Adormiu-vos totes les penes del dolor)
4. Recitatiu (baix): Drum folget Gott und seinem Triebe (Així doncs, seguiu Déu i la seva voluntat!)
5. Coral: Du süße Lieb, schenk uns deine Gunst (Dolç amor, concediu-nos el vostre favor)

Segona part
1. Ària (baix): O du angenehmes Paar (Oh agradosa parella!)
2. Recitatiu (soprano): So wie es Gott mit dir (De la mateix manera que Déu)
3. Ària (soprano): Vergnügen und Lust (Goig i plaer)
4. Recitatiu (baix): Und dieser frohe Lebenslauf (I aquesta feliç existència)
5. Coral: So wandelt froh auf Gottes Wegen (Aneu, doncs, feliços pels camins de Déu)

El cor inicial amb tot el conjunt instrumental, que introdueix l'ambient de festa, té una estructura en tres seccions; les extremes amb exposició de fuga emmarquen un passatge central homòfon, que es va simplificant fins a semblar un simple coral harmonitzat.
La resta de la primera part consta d'una ària de contralt entre dos recitatius de baix i clou amb el coral habitual. El primer dels recitatius, número 2, arrenca amb secco i canta en arioso en l'últim vers. A l'ària del número 3 el solista va acompanyat de tota la corda i l'oboè d'amor com a instrument obligat, té una estructura tripartita amb un contrast molt marcat entre la part central i les altres dues. Un segon recitatiu de baix, número 4, dona pas al coral final de la primera part amb el text de Luter indicat i una melodia medieval, adaptada a l'ús religiós per Johann Walter que la inclogué en el cançoner de Wittenberg l'any 1524. La segona part comença amb una ària de baix, número 6, presa de la versió nadalenca BWV 197a, però amb modificacions notables com, per exemple, la veu de contralt és substituïda per la de baix, les flautes pel violí amb sordina i els oboès, i el fagot obligat substitueix el violoncel. El soprano s'encarrega del recitatiu, que un cop més passa de l'estil secco a l'airoso, i de l'ària que procedeix de la versió nadalenca, ara amb el violí i els dos oboès, on hi destaca una giga que traspua un aire pastoral d'acord amb el seu origen. Un recitatiu de baix dona pas al coral, amb el text indicat, que clou la cantata que té una durada aproximada d'uns vint-i-cinc minuts.

## Discografia seleccionada
John Eliot Gardiner no la inclou en la The complete live recordings from the Bach Cantata Pilgrimage per a (Soli Deo Gloria).
- J.S. Bach: Das Kantatenwerk. Sacred Cantatas Vol. 10. Gustav Leonhardt, Leonhardt-Consort, Knabenchor Hannover (Heinz Hennig, director), Collegium Vocale Gent (Philippe Herreweghe, director), Jan Patrick o’Farell (solista del cor), René Jacobs, Harry van der Kamp. (Teldec), 1994.
- J.S. Bach: Cantatas BWV 50, 83 & 197. Nikolaus Harnoncourt, Concentus Musicus Wien, Wiener Sängerknaben & Chorus Viennensis (Hans Gillesberger, director), solistes del cor, Max van Egmond. (Teldec).
- J.S. Bach: Complete Cantatas Vol. 21. Ton Koopman, Amsterdam Baroque Orchestra & Choir, Sandrine Piau, Bogna Bartosz, Klaus Mertens. (Challenge Classics), 2006.
- J.S. Bach: Cantatas Vol. 53. Masaaki Suzuki, Bach Collegium Japan, Han Blazikova, Robin Blaze, Peter Kooij. (BIS), 2013.
- J.S. Bach: Church Cantatas Vol. 59. Helmuth Rilling, Würtembergisches Kammerorchester Heilbron, Gächinger Kantorei Stuttgart, Constanza Cuccaro, Mechthild Georg, Philippe Huttenlocher. (Hänssler), 1999.